# François Favreau
François-Marie-Christian Favreau (ur. 15 listopada 1929 w Saint-Savin-sur-Gartempe, zm. 7 września 2021 w Poitiers) – francuski duchowny rzymskokatolicki, w latach 1983–2002 biskup Nanterre.

## Życiorys
Święcenia kapłańskie przyjął 30 czerwca 1952. 24 listopada 1972 został mianowany biskupem pomocniczym Bajonny ze stolicą tytularną Turres Ammeniae. Sakrę biskupią otrzymał 20 stycznia 1973. 7 października 1977 został ogłoszony koadiutorem diecezji La Rochelle, 17 sierpnia 1979 objął urząd ordynariusza. 8 września 1983 został mianowany biskupem Nanterre. 18 czerwca 2002 zrezygnował z urzędu.